# Ördögszekér-laskagomba
Az ördögszekér-laskagomba (Pleurotus eryngii) az osztatlan bazídiumú gombák (Homobasidiomycetes) osztályának kalaposgombák (Agaricales) rendjébe, ezen belül a laskagombafélék (Pleurotaceae) családjába tartozó faj.

## Előfordulása
Az ördögszekér-laskagomba ehető gombafaj, melynek az előfordulási területe, főleg a Földközi-tenger térségében van, úgy Európában és Észak-Afrikában, mint a Közel-Keleten is. Ázsia más részein is - egészen Indiáig - vannak állományai.
A különböző változatai, többféle növényfajjal társulnak a megélhetés céljából:
- P. eryngii var. eryngii (DC.) Quél 1872 – az iringó-fajokkal (Eryngium) társul
- P. eryngii var. ferulae (Lanzi) Sacc. 1887 – a Ferula communisszal társul[3]
- P. eryngii var. tingitanus Lewinsohn 2002 – a Ferula tingitana-val társul[3]
- P. eryngii var. elaeoselini Venturella, Zervakis & La Rocca 2000 – az Elaeoselinum asclepiummal társul[4][5]
- P. eryngii var. thapsiae Venturella, Zervakis & Saitta 2002 – a Thapsia garganica-val társul[6]

Egyéb állományai a következő növénynemzetségek fajaival társulnak: Ferulago, Cachrys, Laserpitium és Diplotaenia.
Molekuláris vizsgálatok szerint, a Pleurotus nebrodensis nagyon közeli rokona, azonban nem változata, hanem különálló faj. Úgyszintén a Pleurotus fossulatus is nagyon közeli rokona.

## Megjelenése
A késői laskagombával (Pleurotus ostreatus) együtt, az ördögszekér-laskagomba nemzetségének az egyik legnagyobb faja. A tönkje vastag, húsos és fehér színű vagy piszkos fehér. A kalapja azonban kicsi és barna; a fiatal példány esetében világos sárgásbarna.

## Életmódja
Míg sok más Pleurotus-faj korhadó fákat emészt, az ördögszekér-laskagomba különböző növények, de főként a mezei iringó (ördögszekér) gyökerének elhalt részein él.

## Felhasználása
Termesztéskor a lágy szárú növények hiányában, növényi hulladékon is lehet nevelni. Az ipari termesztését 1993-ban, Japánban fejlesztették ki. Japánon kívül, nagy termesztői Ausztrália és a Dél-afrikai Köztársaság. Más ördögszekér-laskagomba országok a következők: az Egyesült Királyság, a Kínai Köztársaság, Kína, Dél-Korea, Olaszország és az Amerikai Egyesült Államok. Nyersen alig van íze, azonban elkészítve umami ízű és kagylószerű állagú. A világ számos részén közkedvelt táplálék. A kutyákból és macskákból kiűzi a férgeket.

## Képek

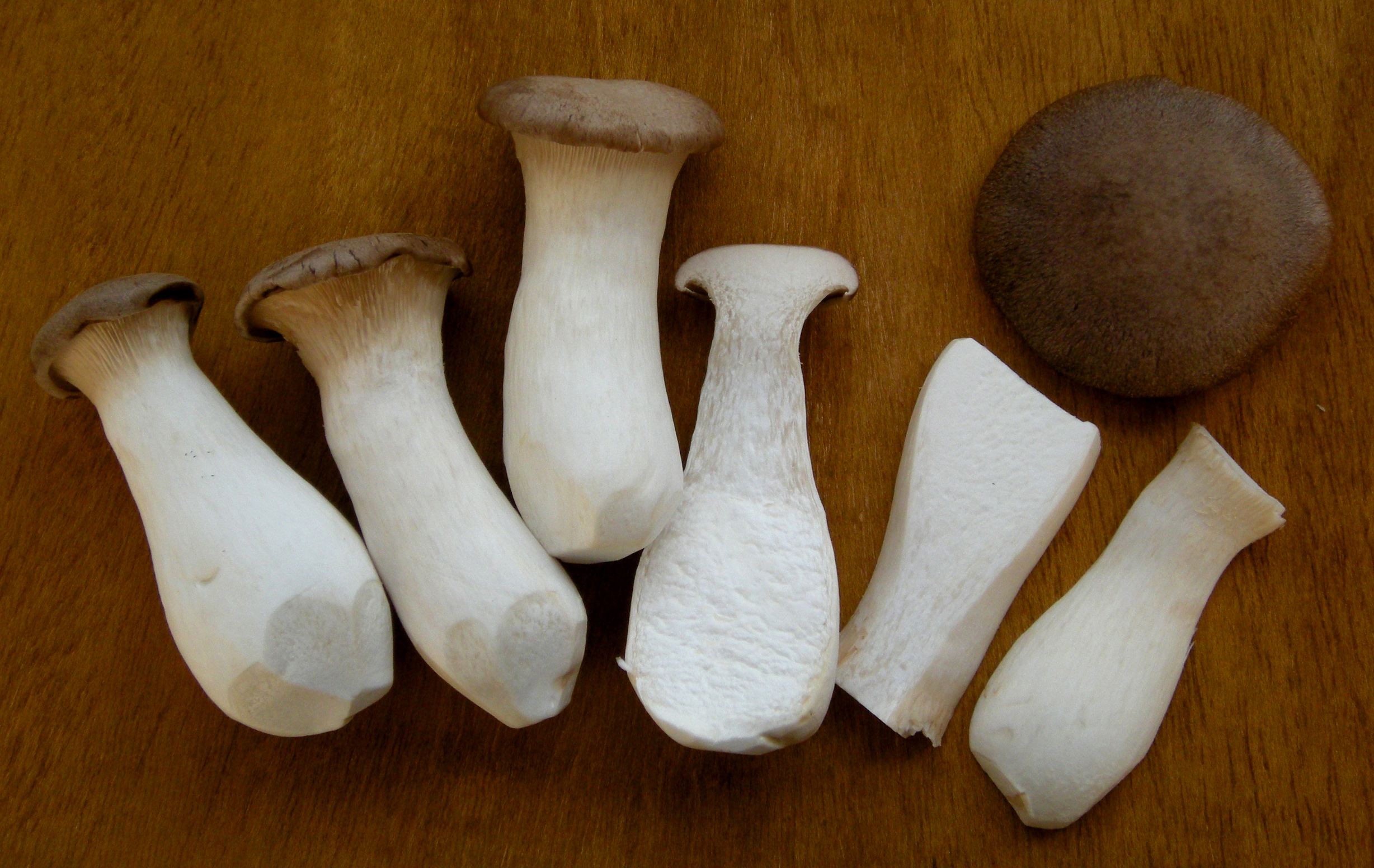
Fiatal és
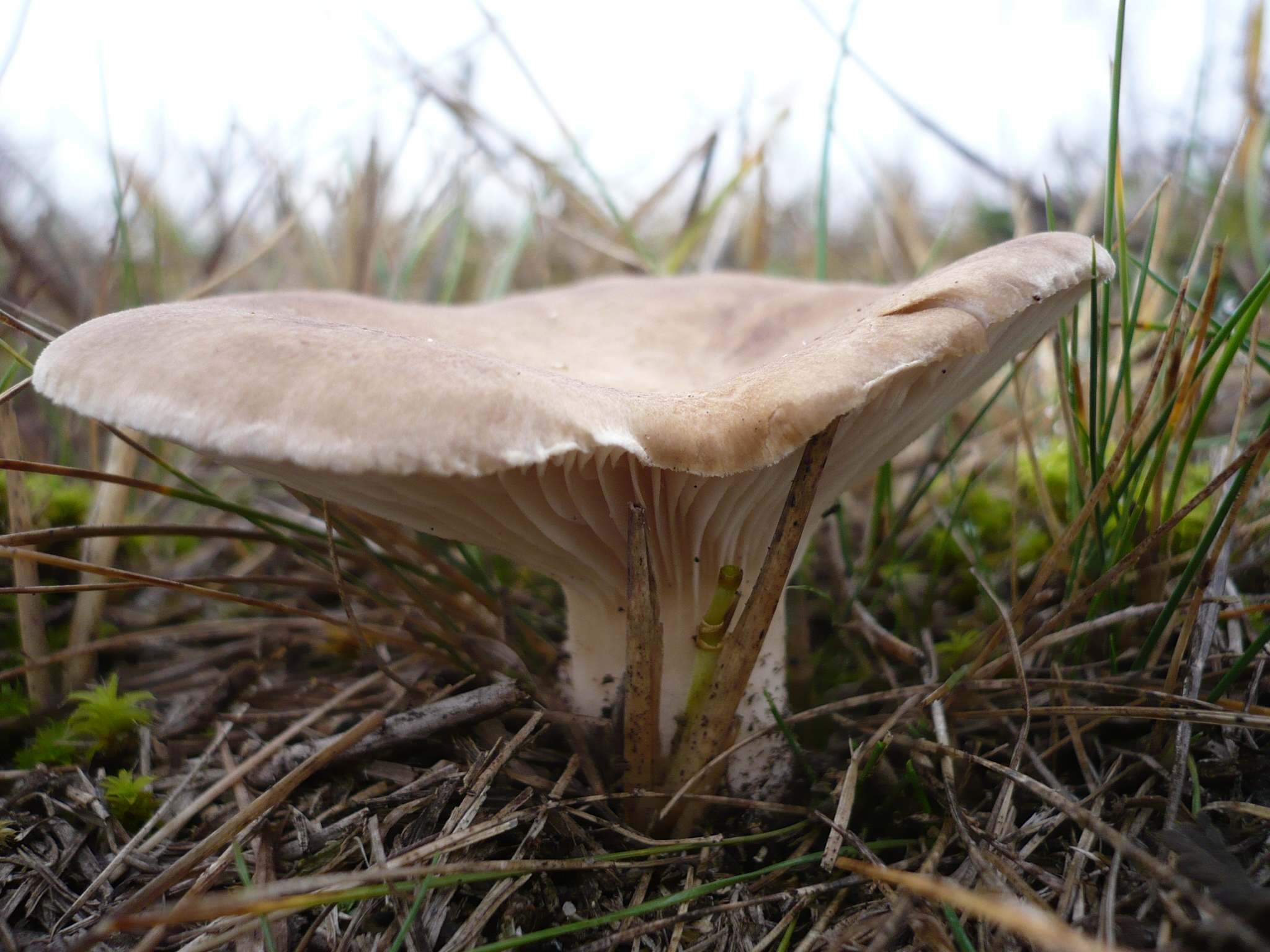
idős példányok
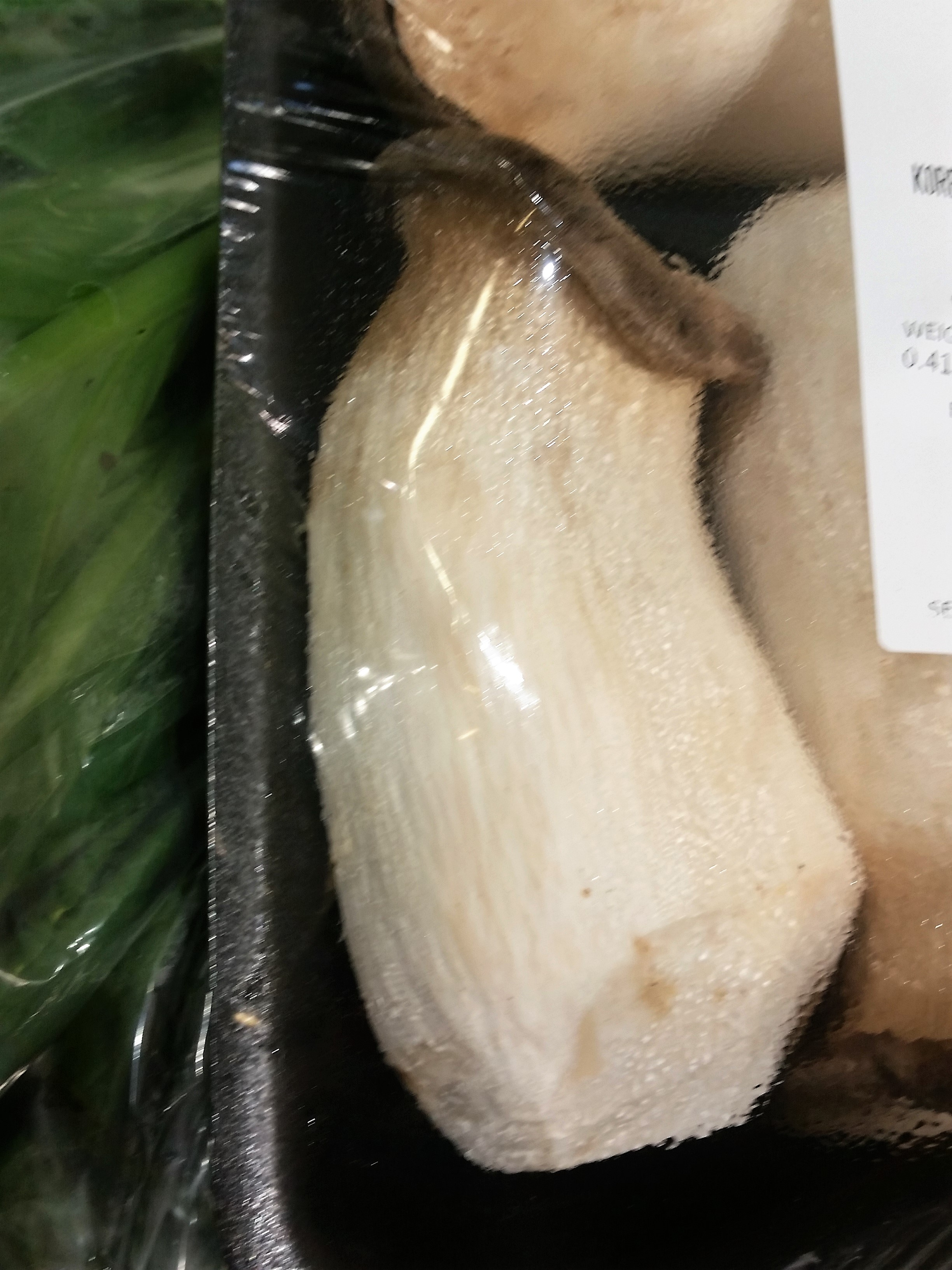
Árusítva és
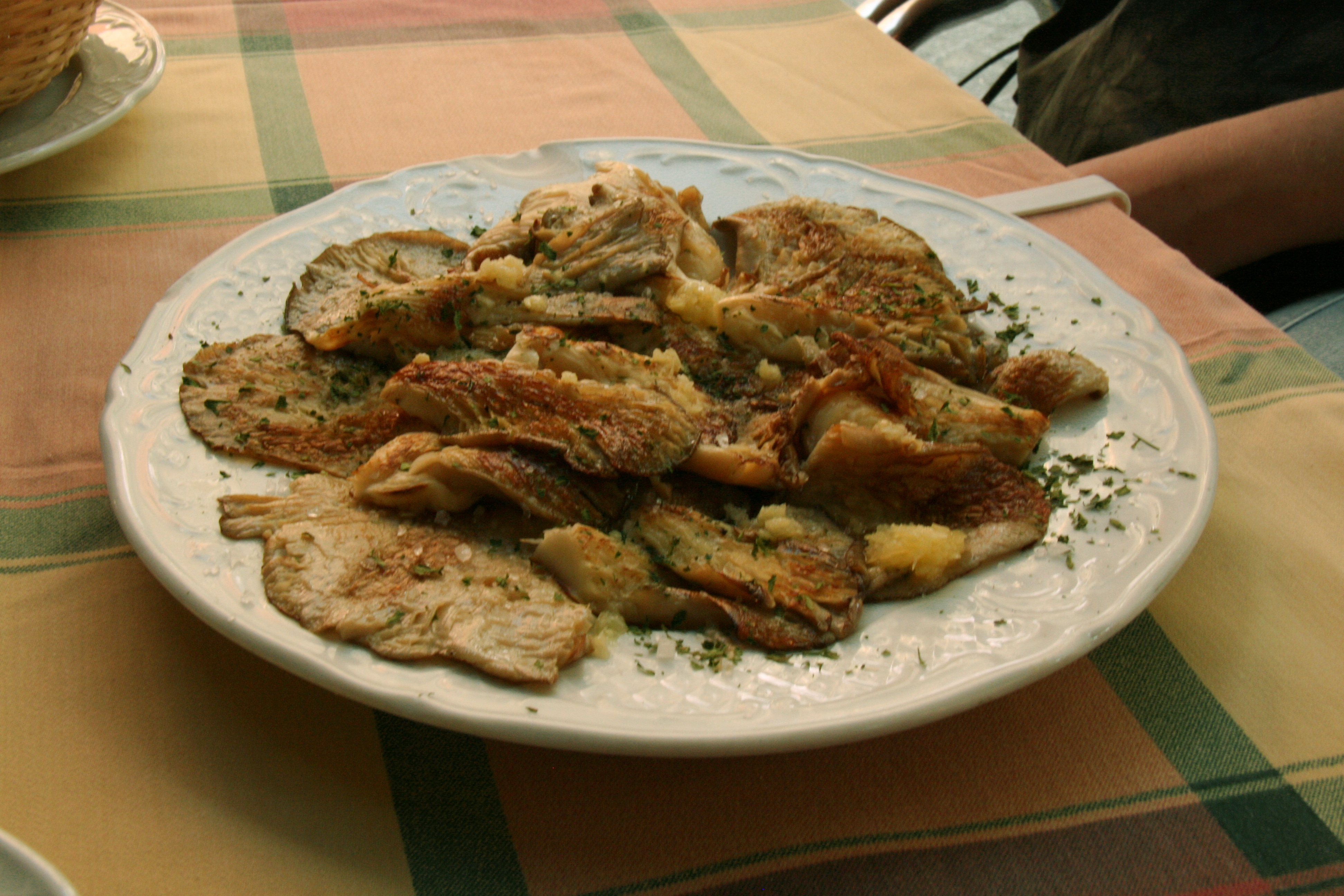
elkészítve

## Fordítás
- Ez a szócikk részben vagy egészben  a   Pleurotus eryngii című angol Wikipédia-szócikk ezen változatának fordításán alapul.  Az eredeti cikk szerkesztőit annak laptörténete sorolja fel. Ez a jelzés csupán a megfogalmazás eredetét és a szerzői jogokat jelzi, nem szolgál a cikkben szereplő információk forrásmegjelöléseként.